# Кастенято
Кастеня̀то (на италиански: Castegnato, на източноломбардски: Castegnàt, Кастенят) е градче и община в Северна Италия, провинция Бреша, регион Ломбардия. Разположено е на 143 m надморска височина. Населението на общината е 8290 души (към 2013 г.).